# IC 1101
IC 1101 — галактика типу E-S0 (еліптична спіральна галактика) — надгігантська еліптична галактика в центрі галактичного скупчення Abell 2029, приблизно за 320 мегапарсеків (1,04 млрд світлових років) від Землі.

## Загальні характеристики
Галактика IC 1101 класифікується від надгігантська еліптична (Е) до лінзоподібна (S0) і є найяскравішою галактикою в A2029 (звідси інше її позначення A2029-BCG. BCG означає яскравий галактичний кластер. Галактичний морфологічний тип обговорюється через те, що ця галактика можливо, сформувалася як плоский диск, але тільки видимий з Землі у своїх найширших розмірах. Проте більшість лінзоподібних галактик мають розміри в діапазоні від 15 до 37 кпк (від 50 до 120 тисяч LY).
IC 1101 є однією з найбільших відомих галактик, але є дебати в астрономічній літературі про те, як визначити розмір галактики. Фотоплатівки синього світла, що доходять від галактики (зірки вибірки без урахування дифузного гало) дають ефективний радіус (протягом якого половина світла випромінюється) 65 ± 12 кпк (212 ± 39 тисяч світлових років). Галактика має дуже велике гало значно нижчої інтенсивності, що поширюється на радіусі 600 кпк (2 мільйони с.р.). Автори дослідження, роблять висновок, що IC 1101 є «можливо, однією з найбільших і найяскравіших галактик у Всесвіті».
Як і більшість великих галактик, IC 1101 заповнюється цілим рядом багатих на метали зірок, деякі з яких на сім мільярдів років старші за Сонце. Вони мають золотисто-жовтий колір завдяки яскравому джерелу радіовипромінювання в центрі, яке пов'язане з масивною чорною дірою.

## Дослідження
Галактика була відкрита 19 червня 1790 року британським астрономом Вільямом Гершелем. Вона була каталогізована в 1895 році Луї Емілем Джоном Дрейером як 1101-й об'єкт Каталогу туманностей і зоряних скупчень (IC). Об'єкт був ідентифікований як туманність. Після відкриття Едвіна Габбла у 1932 році того, що «деякі з туманностей було насправді визнано незалежними галактиками». Подальший аналіз об'єктів у небі, у тому числі і IC 1101 показав, що і вона є однією з незалежних галактик.